# Мемориальный комплекс «Победа» (Якутск)
Мемориальный комплекс «Победа» — мемориальный комплекс в Якутске, посвященный воинам-якутянам, погибшим в годы Великой Отечественной войны. Находится на одноимённой площади. Возле мемориального комплекса проходят общегородские памятные мероприятия, связанные с событиями Великой Отечественной войны. Воздвигнут в 1975 году. Архитекторы И. А. Слепцов, И. С. Андросов, скульпторы В. Петербуржцев, А. Степанов.

## История
Памятный комплекс «Победа» с Вечным огнем был построен в столице Якутской АССР в 1975 году, к 30-й годовщине праздника Победы в Великой Отечественной войне на площади Победы, которая была построена в Якутске в 1970 году к 25-летию Победы в Великой Отечественной войне.
Первоначально на мемориальном комплексе были установлены бронзовые плиты, рассказывающие в цифрах вклад каждого улуса республики в дело Победы с количеством ушедших якутян на фронт ВОВ. Также был открыт Вечный огонь и по центру площади Победы создана аллея городов-героев. Авторами мемориала были: скульпторы В. Петербуржцев и А. Степанов, архитекторы Иннокентий Слепцов и Иван Андросов.
Комплекс «Победы» продолжил развиваться в последующие годы. В 1985 году была установлена стела со всадником, представляющая собой якутский календарь с годовыми насечками (от 1941 до 1945). На ней изображён всадник, парящий над землей — по одним данным это якутский богатырь Нюргун Боотур (персонаж эпоса олонхо), по другим национальный герой Манчаары. Изначально памятник был посвящен башкирскому национальному герою Салавату Юлаеву, но был забракован и отдан Якутии. Наверху по бокам стелы распологаются перевёрнутые деревья, символ по сей день вызывающий споры, поскольку по повериям якутов перевернутые корнем верх деревья несут отрицательную энергию. По задумке Иннокентия Слепцова, это символ победы богатырей над поверженными бесами абасы, заимствованный из сюжета олонхо. Памятную композицию дополняют барельефы из бронзы 25 воинов-якутян, Героев Советского Союза и полных кавалеров орденов Славы.

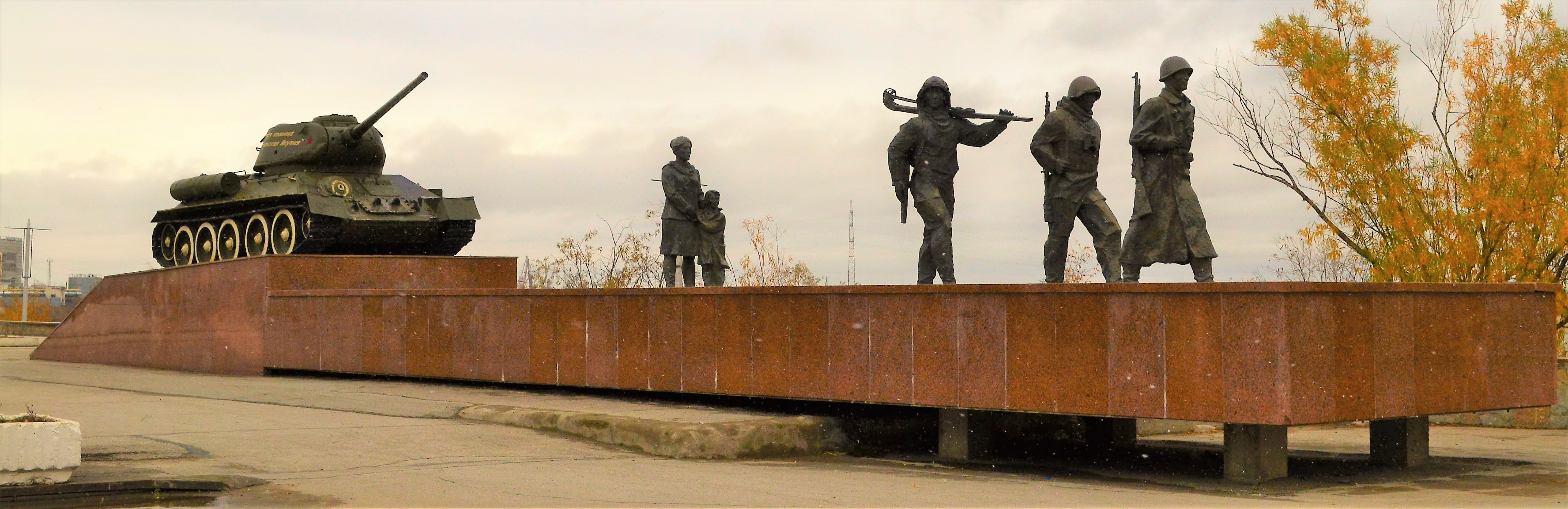
Памятник танковой колонне и проводам на фронт

В 1980 году с другой стороны площади Победы был установлен настоящий танк Т-34-85 в память о танковой колонне «Советская Якутия», которая была построена на деньги, собранные населением республики в тяжелые годы войны.
В 1995 году была произведена основательная реконструкция памятника, в результате которой, в частности, стела была заменена на металлическую, и появилась Триумфальная арка.
В 2005 году, к 60-летию Победы, на общем постаменте с танком Т-34 была установлена скульптурная композиция «Проводы на фронт» из пяти фигур:
трех солдат и женщины с ребёнком, отлитых в бронзе.
В ходе последней реставрации в 2010 году центральная стела была заменена на гранитную. В центре постамента стелы надпись: «Никто не забыт, ничто не забыто».